# Don Bosco FC (Puerto Rico)
Don Bosco FC ist ein puerto-ricanischer Fußballverein aus San Juan. Der Verein spielt in der Liga Puerto Rico, der höchsten Spielklasse der Karibikinsel.

## Geschichte
Der Club wurde 1952 in San Juan gegründet. 1963 gewann Don Bosco FC die Apertura und holte 1969 sowie 1970 zwei weitere Meistertitel in Folge. Der bislang letzte Titelgewinn in der gesamtjährlichen puerto-ricanischen Fußballmeisterschaft gelang 1994. In der neu gegründeten Liga Puerto Rico belegte der Verein in der Saison 2018/19 mit drei Punkten den dritten Platz der Hauptrunde und qualifizierte sich für das Viertelfinale der Meisterschafts-Playoffs. Nach einer 2:4-Auswärtsniederlage gegen Guaynabo Gol drehte das Team die Serie mit einem 4:1-Heimsieg und erreichte das Halbfinale. Dort besiegte man zwar Bayamón FC im Rückspiel mit 4:3, konnte jedoch das Endspiel aufgrund der deutlichen 2:6-Niederlage im Hinspiel nicht mehr erreichen. Auch in der Copa Luis Villarejo schied Don Bosco FC im Halbfinale gegen dasselbe Team aus.
Am 26. Februar 2017 gewann Don Bosco FC das Don Bosco Cup-Vorbereitungsturnier, nachdem man GPS Puerto Rico mit 2:1 besiegen konnte.
Im Jahr 1982 wurde in San Juan der Don Bosco SC gegründet. Ob es sich dabei um denselben Verein handelt oder um eine Neugründung, ist nicht eindeutig geklärt.

## Vereinsidentität

### Vereinswappen
Das Vereinslogo des Don Bosco Club de San Juan zeigt ein wappenschildförmiges Emblem mit grün-weißer Farbgebung. Im oberen Bereich befindet sich ein grünes Banner mit der Aufschrift „DON BOSCO CLUB“ in schwarzen Großbuchstaben, darunter der Schriftzug „Desde 1952“, der das Gründungsjahr des Vereins angibt. Im Zentrum des Logos sind mehrere horizontale grüne und weiße Streifen angeordnet, die an ein Trikotmuster erinnern. Im unteren Teil des Logos ist ein Porträt des heiligen Johannes Bosco (Don Bosco) abgebildet, nach dem der Verein benannt ist. Entlang des unteren Randes verläuft ein geschwungener Schriftzug mit der Aufschrift „Clubes San Juan Puerto Rico“, welcher die Herkunft des Vereins verdeutlicht.

### Vereinsname
Der offizielle Name des Vereins lautet Don Bosco Fútbol Club. Er ist benannt nach Giovanni Melchiorre Bosco, besser bekannt als Johannes Bosco oder Don Bosco, einem italienischen katholischen Priester, Reformpädagogen, Jugendseelsorger und Ordensgründer. Zahlreiche Institutionen, darunter Schulen, Kindergärten und Sportvereine weltweit, tragen seinen Namen.
Zu den nach Don Bosco benannten Sportvereinen zählen unter anderem:
- Don Bosco FC

- DJK Don Bosco Bamberg
- Handball Club Don Bosco Gent
- Don Bosco Vaduthala
- Don Bosco CF
- Virtus Don Bosco aus Bozen
- Associazione Sportiva Dilettantistica Don Bosco Alessandria
- Don Bosco (Jarabacoa)
- Don Bosco Moca
- Don Bosco Sports Club aus Negombo
- Cercle Sportif Don Bosco de Lubumbashi
- Don Bosco
- CD Don Bosco aus Valladolid
- Don Bosco Fossone
- Club Polideportivo Don Bosco aus Badajoz
- Don Bosco Isidoriana aus Salerno
- Don Bosco CF
- Club Deportivo Don Bosco aus Caledonia
- Don Bosco Spezia
- Gruppo Sportivo Don Bosco Nichelino
- Unione Sportiva Don Bosco Vallecrosia Intemelia
- Don Bosco CF aus Córdoba
- S.D. Miguel Rua-Don Bosco aus A Coruña
- Don Bosco Garelli United Football Club

## Stadion
Die Heimspielstätte des Vereins ist der Parque de Fútbol San Juan Bosco in San Juan, der eine Kapazität von etwa 1.000 Zuschauern bietet.

## Erfolge
- Puerto-ricanische Meisterschaft: 1963 (Apertura), 1969, 1970, 1994
- Copa Don Bosco: 2017

## Bekannte Spieler
- Héctor Ramos
- Jorge Rivera